# Mole Lake
Mole Lake ist eine Siedlung auf gemeindefreiem Gebiet in der Indianerreservation Sokaogon Chippewa Community der Anishinabe. Der Ort liegt im Forest County im US-amerikanischen Bundesstaat Wisconsin. Zu statistischen Zwecken ist der Ort zu einem Census-designated place (CDP) zusammengefasst worden. Im Jahr 2010 hatte Mole Lake 435 Einwohner.

## Geografie
Mole Lake liegt zwischen dem Mole Lake und dem Rice Lake im Nordosten Wisconsins, rund 60 km südlich der Grenze zu Michigan. Die geografischen Koordinaten von Mole Lake sind 45°28′47″ nördlicher Breite und 88°58′59″ westlicher Länge. Das Ortsgebiet erstreckt sich über eine Fläche von 10,77 km² und liegt in der Town of Nashville.
Benachbarte Orte von Mole Lake sind Crandon (13,9 km nordnordöstlich), Pearson (16,7 km südlich), Post Lake (12,4 km südwestlich), Pelican Lake (17 km westlich) und Monico (24,9 km nordwestlich).
Die nächstgelegenen größeren Städte sind Sault Ste. Marie in der kanadischen Provinz Ontario (468 km ostnordöstlich, gegenüber von Sault Ste. Marie, Michigan), Green Bay am  Michigansee (159 km südsüdöstlich), Wisconsins größte Stadt Milwaukee (363 km in der gleichen Richtung), Wisconsins Hauptstadt Madison (316 km südsüdwestlich), Wausau (101 km südwestlich), die Twin Cities in Minnesota (392 km westsüdwestlich) und Duluth am Oberen See in Minnesota (351 km nordwestlich).

## Verkehr
Der Wisconsin State Highway 55 verläuft als Hauptstraße durch Mole Lake. Alle weiteren Straßen sind untergeordnete Landstraßen, teils unbefestigte Fahrwege oder innerörtliche Verbindungsstraßen.
Mit dem Crandon/Steve Conway Municipal Airport befindet sich 8,7 km nordöstlich ein kleiner Flugplatz. Die nächsten Regionalflughäfen sind der Rhinelander–Oneida County Airport (51,1 km westnordwestlich), der Central Wisconsin Airport bei Wausau (124 km südwestlich) und der Austin Straubel International Airport in Green Bay (158 km südsüdöstlich).

## Bevölkerung
Nach der Volkszählung im Jahr 2010 lebten in Mole Lake 435 Menschen in 164 Haushalten. Die Bevölkerungsdichte betrug 40,4 Einwohner pro Quadratkilometer. In den 164 Haushalten lebten statistisch je 2,65 Personen. 
Ethnisch betrachtet setzte sich die Bevölkerung zusammen aus 14,9 Prozent Weißen, 0,2 Prozent Afroamerikanern, 81,4 Prozent amerikanischen Ureinwohnern sowie 0,7 Prozent aus anderen ethnischen Gruppen; 2,8 Prozent stammten von zwei oder mehr Ethnien ab. Unabhängig von der ethnischen Zugehörigkeit waren 1,6 Prozent der Bevölkerung spanischer oder lateinamerikanischer Abstammung. 
30,3 Prozent der Bevölkerung waren unter 18 Jahre alt, 61,9 Prozent waren zwischen 18 und 64 und 7,8 Prozent waren 65 Jahre oder älter. 47,8 Prozent der Bevölkerung war weiblich.
Das mittlere jährliche Einkommen eines Haushalts lag bei 25.500 USD. Das Pro-Kopf-Einkommen betrug 13.041 USD. 39,3 Prozent der Einwohner lebten unterhalb der Armutsgrenze.